# Eubaphe bada
Eubaphe bada är en fjärilsart som beskrevs av Druce 1890. Eubaphe bada ingår i släktet Eubaphe och familjen mätare. Inga underarter finns listade i Catalogue of Life.